# 凱特·納什
凯特·瑪麗·納什（英語：Kate Marie Nash，1987年7月6日—） 出生於倫敦哈羅，是一位英國創作歌手兼演員，在英國2007年以一曲休眠熱歌（Sleeper hit）《Foundations》 開始逐漸知名。她的首張專輯《Made of Bricks》在英國最高排名第一，美國排名第三十六。她隨後在2008年獲得全英音樂獎的最佳英國女獨唱歌手獎。納什發布於2010年的第二張錄音室專輯《My Best Friend Is You》在英國和德國排名前10名，專輯的主打單曲《Do-Wah-Doo》在英國排名第15，成為她在英國第四首UK Top 40單曲。2013年3月4日納什自行出版的第三張錄音室專輯《Girl Talk》未能取得她前兩張專輯的商業成功，但它在英國、愛爾蘭、德國、奧地利排名前100。2018年3月30日自行出版的第四張錄音室專輯《Yesterday Was Forever》，通過Kickstarter平台由粉絲集資。除了音樂，納什還參演過各類電影和電視劇。值得一提的是，她出演了2012年電影《Greetings from Tim Buckley》，以及2013年的電影《Powder Room》和《Syrup》。自2017年以來納什一直在Netflix的喜劇劇集《GLOW》擔任主演，扮演Rhonda“Britannica”Richardson角色。

## 早期生活
她的父親是英格蘭人Steve，母親是愛爾蘭人Marie（娘家姓：Walsh），Marie是安寧病房的護士。納什在2005年接受了心臟的射頻燒灼術（Radiofrequency ablation），以解決心動過速問題。手術後激發了她創作歌曲《Death Proof》的想法，這首歌出現在她第三張錄音室專輯《Girl Talk》。

### 教育
畢業於全英演藝學校（BRIT School），她原本想在畢業後學習表演。然而，她被幾家戲劇學院和大學拒絕，其中一所是布里斯托老維克戲劇學校（Bristol Old Vic Theatre School）。
在開始她的音樂生涯之前，納什一直在時尚零售店River Island和連鎖餐廳Nando's工作。

## 影視作品
| 日期         | 名稱                       | 角色                           | 備註  |
| ------------ | -------------------------- | ------------------------------ | ----- |
| 2012         | Greetings from Tim Buckley | Carol                          |       |
| 2013         | Syrup                      | Beth                           |       |
| 2013         | Powder Room                | Michelle                       |       |
| 2014         | The Distortion of Sound    | Herself                        |       |
| 2015         | The Devil You Know         | Bridget Bishop                 | Pilot |
| 2017–present | GLOW                       | Rhonda "Britannica" Richardson |       |
| 2018         | Drop the Mic               | Herself                        |       |

## 音樂作品
- Made of Bricks（英语：Made of Bricks） (2007)
- My Best Friend Is You（英语：My Best Friend Is You） (2010)
- Girl Talk（英语：Girl Talk (Kate Nash album)） (2013)
- Yesterday Was Forever（英语：Yesterday Was Forever） (2018)

## 獎項和提名
2008年2月20日，她獲得了全英音樂獎最佳女歌手獎。

## 外部鏈接
- 官方网站
- 官方网站